# Journal of Genetics
Das Journal of Genetics, kurz J Genet, ist eine wissenschaftliche Fachzeitschrift, die von der Indian Academy of Sciences (IAS) in Kollaboration mit dem Springer-Verlag herausgegeben wird. Es ist eine der ältesten Fachzeitschriften für Genetik. 

## Geschichte
Die britischen Genetiker William Bateson und Reginald Punnett gründeten im Jahr 1910 das Journal of Genetics in Cambridge. Später wurde es von J. B. S. Haldane übernommen, der 1957 nach Indien auswanderte und das Journal hier herausgab. Nach seinem Tod 1964 wurde die Zeitschrift von seiner Witwe Helen Spurway als Herausgeberin bis zu deren Tod 1977 zusammen mit Madhav Gadgil und H. Sharat Chandra (Indian Institute of Science) und Suresh Jayakar (Laboratorio de Genetica Biochimica ed Evoluzionistica, Pavia) bis zum Jahrgang 63 (1977) weitergeführt. Danach ruhte die Publikation acht Jahre lang. 
Im Jahr 1985 übernahm die IAS von Haldanes Schwester und Erbin, Lady Naomi Mitchison, die Publikationsrechte und gab das Journal weiter heraus, beginnend mit Jahrgang 64 (1985). 

## Beschreibung und Inhalte
Das Journal ist eine Fortführung des ab 1910 in Großbritannien herausgegebenen Journals gleichen Namens. Es erscheint vierteljährlich mit Springer. Es wird in englischer Sprache herausgegeben. Die online-Version erscheint kontinuierlich. Alle Inhalte sind ab Jahrgang 1 (1910) kostenfrei als PDF einsehbar. 
In der Zeitschrift erscheinen Forschungs- und Übersichtsartikel sowie Kurzmitteilungen aus allen Bereichen der Genetik und aus korrelierenden Themenfeldern der Evolution. Die Forschungsartikel durchlaufen zur Qualitätssicherung das Peer-Review-Verfahren (Begutachtung von wissenschaftlichen Texten). 
Der Chefredakteur der Zeitschrift ist Durgadas P. Kasbekar vom Centre for DNA Fingerprinting and Diagnostics in Hyderabad.

## Impact Factor
Der Impact Factor des Journal of Genetics beträgt laut dem mitherausgebenden Springer-Verlag 1,5 für das Jahr 2022, im Fünfjahresmittel lag er bei 1,4.

## Chefredakteure des Journal of Genetics
- Durgadas P. Kasbekar (2020– )
- H. A. Ranganath (2018–2020)
- Rajiva Raman (2015–2017)
- Amitabh Joshi (2008–2014)
- K. VijayRaghavan (2004–2007)
- H. Sharat Chandra (1985–2003)